# Dirka po Franciji 1968
| Mesto | Ime                 | Država     | Čas          |
| ----- | ------------------- | ---------- | ------------ |
| 1     | Jan Janssen         | Nizozemska | 133h 49' 42" |
| 2     | Herman Van Springel | Belgija    | 38"          |
| 3     | Ferdinand Bracke    | Belgija    | 3' 03"       |
| 4     | Gregorio San Miguel | Španija    | 3' 17"       |
| 5     | Roger Pingeon       | Francija   | 3' 29"       |
| 6     | Rolf Wolfshohl      | Nemčija    | 3' 46"       |
| 7     | Lucien Aimar        | Francija   | 4' 44"       |
| 8     | Franco Bitossi      | Italija    | 4' 59"       |
| 9     | Andres Gandarias    | Španija    | 5' 05"       |
| 10    | Ugo Colombo         | Italija    | 7' 55"       |

Dirka po Franciji 1968 je bila 55. dirka po Franciji, ki je potekala leta 1968.

## Pregled
| Kategorije                          | Podatki        |
| ----------------------------------- | -------------- |
| Začetek-konec                       | Vittel - Pariz |
| Dolžina (km)                        | 4.492          |
| Število etap                        | 22             |
| Povprečna hitrost zmagovalca (km/h) | 33,556         |
| Kolesarjev                          | 110            |
| Tekmo končalo                       | 88             |